# Viktor Bannikov
Pour les articles homonymes, voir Bannikov.
Viktor Bannikov est un footballeur soviétique, né le 28 avril 1938 à Louhyny, et mort le 25 avril 2001 en Ukraine.

## Biographie
Viktor Bannikov est né à Louhyny, en RSS d'Ukraine, de parents russes.
En 1961, il s'installe à Kiev, où il passe 8 ans de sa carrière de joueur de football pour le Dynamo Kiev de 1961 à 1969. Il remporte avec cette équipe le championnat d'URSS en 1967 et 1968.
En 1972, avec le Torpedo Moscou, il remporte la Coupe d'Union soviétique face au FK Spartak Moscou.
Viktor Bannikov reçoit 13 sélections avec l'équipe d'URSS. Son premier match en équipe nationale a lieu contre la Bulgarie le 29 novembre 1964.
Il prend la quatrième place lors de la Coupe du monde 1966 organisée en Angleterre. Lors de cette compétition, il figure comme gardien remplaçant derrière l’indétrônable Lev Yachine.

## Statistiques
| Saison                | Club                  | Championnat           | Championnat | Championnat | Coupe(s) nationale(s) | Coupe(s) nationale(s) | Compétition(s) continentale(s) | Compétition(s) continentale(s) | Compétition(s) continentale(s) | Total | Total |
| Saison                | Club                  | Division              | M.          | B.          | M.                    | B.                    | Comp.                          | M.                             | B.                             | M.    | B.    |
| 1959                  | Avangard Jitomir      | D2                    | 22          | 0           | 2                     | 0                     | -                              | -                              | -                              | 24    | 0     |
| 1960                  | Avangard Tchernigov   | D2                    | 19          | 0           | -                     | -                     | -                              | -                              | -                              | 19    | 0     |
| 1961                  | Desna Tchernigov      | D2                    | 33          | 0           | 3                     | 0                     | -                              | -                              | -                              | 36    | 0     |
| Sous-total            | Sous-total            | Sous-total            | 74          | 0           | 5                     | 0                     | -                              | -                              | -                              | 79    | 0     |
| 1962                  | Dynamo Kiev           | D1                    | 9           | 0           | -                     | -                     | -                              | -                              | -                              | 9     | 0     |
| 1963                  | Dynamo Kiev           | D1                    | 34          | 0           | -                     | -                     | -                              | -                              | -                              | 34    | 0     |
| 1964                  | Dynamo Kiev           | D1                    | 28          | 0           | 6                     | 0                     | -                              | -                              | -                              | 34    | 0     |
| 1965                  | Dynamo Kiev           | D1                    | 29          | 0           | -                     | -                     | C2                             | 4                              | 2                              | 33    | 2     |
| 1966                  | Dynamo Kiev           | D1                    | 7           | 0           | 3                     | 0                     | C2                             | 2                              | 0                              | 12    | 0     |
| 1967                  | Dynamo Kiev           | D1                    | 22          | 0           | -                     | -                     | C1                             | 3                              | 0                              | 25    | 0     |
| 1968                  | Dynamo Kiev           | D1                    | 19          | 0           | 1                     | 0                     | -                              | -                              | -                              | 20    | 0     |
| 1969                  | Dynamo Kiev           | D1                    | 3           | 0           | -                     | -                     | -                              | -                              | -                              | 3     | 0     |
| Sous-total            | Sous-total            | Sous-total            | 151         | 0           | 10                    | 0                     | -                              | 9                              | 2                              | 170   | 2     |
| 1970                  | Torpedo Moscou        | D1                    | 29          | 0           | 5                     | 0                     | -                              | -                              | -                              | 34    | 0     |
| 1971                  | Torpedo Moscou        | D1                    | 29          | 0           | 6                     | 0                     | -                              | -                              | -                              | 35    | 0     |
| 1972                  | Torpedo Moscou        | D1                    | 29          | 0           | 10                    | 0                     | -                              | -                              | -                              | 39    | 0     |
| 1973                  | Torpedo Moscou        | D1                    | 20          | 0           | 2                     | 0                     | -                              | -                              | -                              | 22    | 0     |
| Sous-total            | Sous-total            | Sous-total            | 107         | 0           | 23                    | 0                     | -                              | -                              | -                              | 130   | 0     |
| Total sur la carrière | Total sur la carrière | Total sur la carrière | 332         | 0           | 38                    | 0                     | -                              | 9                              | 2                              | 379   | 2     |

## Palmarès
Dynamo Kiev
- Champion d'Union soviétique en 1967 et 1968.
- Vainqueur de la Coupe d'Union soviétique en 1964 et 1966.

 Torpedo Moscou
- Vainqueur de la Coupe d'Union soviétique en 1972.